# Голос с того света
«Голос с того света» (пол. Głos z tamtego świata) — чёрно-белый художественный фильм польского режиссёра Станислава Ружевича, драма 1962 года. Основан на произведении Корнеля Филиповича и Тадеуша Ружевича.

## Сюжет
Аферист-недоучка прикидывается, что он врач, и выманивает значительные денежные суммы у неизлечимо больных людей. «Врач» сотрудничает с «медсестрой», которая вызывает духов и таким образом привлекает к нему клиентов. Злоумышленники решают поживиться на грани медицины и спиритизма. Вначале всё идет успешно, но наступает момент, когда ими начинает интересоваться суд.

## В ролях
- Казимеж Рудзкий — Зенон Аксамитовский, «врач»,
- Ванда Лучицкая — Виктория Хабрык, «медсестра»,
- Кристина Фельдман — Хеля Фабианьчикова, слуга Виктории,
- Марта Липиньская — Уршуля Хоберская,
- Барбара Модельская — Йоля, любовница Аксамитовского,
- Данута Шафлярская — Станислава Эдельман,
- Татьяна Чеховская — Анна Котулиньская,
- Францишек Печка — крестьянин,
- Болеслав Плотницкий — Бараньский,
- Иоанна Ендрыка — дочь Бараньских,
- Януш Клосиньский — Ясь, студенческий друг Аксамитовского,
- Хелена Домбровская — цветочница в баре,
- Здзислав Мрожевский — профессор, отец Уршули,
- Мария Хомерская — мать Уршули,
- Анджей Новаковский — Анджей, друг Уршули,
- Михал Шевчик — маляр,
- Казимеж Фабисяк — маляр,
- Мирослава Мархелюк,
- Ежи Лапиньский,
- Ирена Нетто,
- Богуш Билевский
- Пётр Павловский и др.